# Artec cinémas
Artec Cinémas est une société d'exploitation cinématographique, qui gère une quinzaine de salles de cinéma en délégation de service public, en Gironde (et en Charente-Maritime).  Artec s'occupe de la programmation de ces salles de cinéma, mais également des ressources humaines, de l'administration et de la comptabilité, de la logistique et de la communication. 
Artec propose également des prestations techniques, notamment des séances de cinéma en plein air l'été, et coordonne le dispositif Collège au cinéma en Gironde.
Le siège se situe dans la zone industrielle du Parc d'Aquitaine à Saint-André-de-Cubzac.La structure est adhérente et membre active de l'association des cinémas de proximité de la Gironde, dont son directeur a pendant plusieurs années été président. 

## Les salles de cinéma
Voici la liste des salles gérées par Artec :
- Saint-Médard-en-Jalles - L'Étoile (ex-Cinéjalles)
- Blaye - Le Zoetrope
- Salles - Le 7e Art
- Eysines - Le Jean Renoir
- Carbon Blanc - Le Favols
- Gujan-Mestras - Le Gérard Philipe
- Biganos - Centre Culturel
- Soulac-sur-Mer - L'Océanic
- Pompignac - L'Anamorphose
- Marcheprime - La Caravelle
- Montendre - L'Andronis (Charente-Maritime)
- Lacanau - L'Escoure
- Sainte-Foy-la-Grande - La Brèche